# 歌ドキッ! 〜ポップクラシックス〜
『歌ドキッ! 〜ポップクラシックス〜』（うたドキッ ポップクラシックス）は、2006年10月2日から2008年3月28日までテレビ東京系列（テレビ東京、テレビ北海道、テレビ大阪（金曜日は25:23 - 25:30）〈2007年4月-、アップフロントワークスのスポンサードネット〉）で平日深夜24:53 - 25:00（2007年4月4日から水曜深夜放送分のみ20分繰り下げ）に放送されていた、ハロー!プロジェクトメンバー出演の音楽番組である。
当初は2クールで終了予定であったが、さらに4クール（1年）延長されたものの、2008年3月29日未明まで1年半続いた。

## 番組概要
テーマは「時代時代に生まれて来た名曲を紹介して今に受け継いで行こう」であり、ハロー!プロジェクトのメンバーやシャ乱Qなどが週単位で決められた年やテーマに沿った曲を歌う。また共演するミュージシャンはいずれもアップフロント所属アーティストで占められている。ちなみに、サウンドは原曲と異なり、ロック系は基本的にドラマーやベーシストを用いたバンドサウンドとしている。

## 各シーズンの内容
3ヶ月（1クール）ごとの改編期に、何度かマイナーチェンジがなされている。番組内では、この3ヶ月ごとの単位をシーズンと称している。

### シーズン1
週単位に年毎の曲を選択し、毎週金曜日（土曜日未明）にその週の総集編を放送した。なお、第1・2週には週替わりナビゲーターが居たが（堀内孝雄、たいせい）、第3週からはナレーションのみになり、毎週金曜日の総集編にだけナビゲーターが出演した。

### シーズン2
週単位にテーマ毎の曲を選択した。このシーズンから金曜日の総集編は設定しなかったが、第24週目のみ総集編を設定した。

### シーズン3・4
曲目は視聴者からのリクエストによる。
週毎にモーニング娘。のメンバーが担当するDJが付き、リクエストの紹介と短いトークをする。DJは声と小窓でアーティスト写真のみの出演。
また、一部にシーズン1・2からのアンコール放送やハロプロメンバーなどの新曲披露もあった。ここでもシーズン3の第39週目とシーズン4の第53週目のみ総集編を設定した。また、原則として水曜日が過去の放送のアンコールとなっている。

### シーズン5・6
「フィーチャリング」をテーマとし、週ごとに1週間同じ歌手が歌うようになった。
MCの様子が、従来は写真だけだったのが、動画で流れるようになった。週の頭は「生MC」として、歌収録時にスタジオ内に設置されたDJブースでMCをし、MCが終わってからカメラが切り替わるようになった。生MC以外の日は小窓のままである。
週に1度、「トークの日」として、その週の歌手とMCが、それまでに番組で歌った歌などについてトークする。

## 主題歌

### オープニングテーマ
インスト曲
capsuleの「テレポテーション」

### 歴代エンディングテーマ
この枠では、これまでエンディングテーマには放送日に近い時期にリリースされるハロー!プロジェクトの新曲のPVを流していたが、この番組になってからはハロー!プロジェクト以外のこの番組に出演しているアーティストの曲や番組の提供スポンサーである『アップフロントワークス（ハロプロメンバーの所属レコード会社）』に所属しているハロプロメンバー以外のアーティストの新曲PVも使用されている。
なお、2006年12月18日から翌年1月26日までは2006年12月20日に発売されたプッチベスト7の収録曲が流されていた。

#### シーズン1
- 『甘すぎた果実』安倍なつみ（2006年10月2日 - 5日）
- 『不忍の恋』堀内孝雄（2006年10月6日、20日）
- 『SOME BOYS! TOUCH』後藤真希（2006年10月9日 - 13日）
- 『メロディーズ』GAM（2006年10月16日 - 19日）
- 『大きな愛でもてなして』℃-ute（2006年10月23日、25日、27日、31日、11月2日）
- 『バラライカ』月島きらり starring 久住小春 (モーニング娘。)（2006年10月24日、26日、30日、11月1日、3日）
- 『歩いてる』モーニング娘。（2006年11月6日 - 17日、2007年1月5日）
- 『愛すクリ〜ムとMyプリン』美勇伝（2006年11月20日 - 23日）
- 『歩いてる』シャ乱Q（2006年11月24日）
- 『ハピネス』松浦亜弥（2006年11月27日 - 30日、12月4日 - 8日）
- 『わかって下さい』因幡晃（2006年12月1日）
- 『胸さわぎスカーレット』Berryz工房（2006年12月11日 - 14日）
- 『伊根の舟歌』高山厳（2006年12月15日）
- 『うらら』アルバム プッチベスト7より 中澤裕子（2006年12月18日、2007年1月11日、19日）
- 『SEXY BOY 〜そよ風に寄り添って〜』アルバム プッチベスト7より モーニング娘。（2006年12月19日）
- 『ジリリ キテル』アルバム プッチベスト7より Berryz工房（2006年12月20日）
- 『Thanks!』アルバム プッチベスト7より GAM（2006年12月21日、2007年1月8日、18日）
- 『恋☆カナ』アルバム プッチベスト7より 月島きらり starring 久住小春（モーニング娘。）（2006年12月22日）
- 『一切合切 あなたに§あ・げ・る♪』アルバム プッチベスト7より 美勇伝（2006年12月25日）

#### シーズン2
- 『革命チックKISS』アルバム プッチベスト7より カントリー娘。（2006年12月26日、2007年1月17日、26日）
- 『夢から醒めて』アルバム プッチベスト7より 高橋愛（モーニング娘。）（2007年1月9日、16日）
- 『お願い魅惑のターゲット』アルバム プッチベスト7より メロン記念日（2007年1月10日、15日）
- 『ガラスのパンプス』アルバム プッチベスト7より 後藤真希（2007年1月12日）
- 『毎日がバースデイ』村上智里（2007年1月22日 - 25日）
- 『僕らが生きる MY ASIA』モーニング娘。誕生10年記念隊（2007年1月29日 - 2月9日）
- 『笑顔YESヌード』モーニング娘。（2007年2月12日 - 16日、3月19日、21日、23日、27日、29日）
- 『桜チラリ』℃-ute（2007年2月19日 - 3月2日）
- 『VERY BEAUTY』Berryz工房（2007年3月5日 - 9日）
- 『LU LU LU』GAM（2007年3月12日 - 3月16日、20日、22日、26日、28日、30日）

#### シーズン3
- 『シークレット』後藤真希（2007年4月2日 - 4月16日）
- 『悲しみトワイライト』モーニング娘。（2007年4月17日 - 4月27日）
- 『ハッピー☆彡』月島きらり starring 久住小春（モーニング娘。）（2007年4月30日 - 5月4日）
- 『Too far away 〜女のこころ〜』安倍なつみ（2007年5月7日 - 5月14日）
- 『僕らのヒーロー』中島卓偉（2007年5月15日 - 5月18日）
- 『恋する♡エンジェル♡ハート』美勇伝（2007年5月21日 - 5月30日）
- 『オヤジの心に灯った小さな火〜デュエットバージョン〜』里田まい with 藤岡藤巻（2007年5月31日 - 6月1日）
- 『ただいとしい』MAKE（2007年6月4日 - 6月29日）

#### シーズン4
- 『告白の噴水広場』Berryz工房（2007年7月2日 - 7月6日）
- 『めぐる恋の季節』℃-ute（2007年7月9日 - 7月13日）
- 『女に 幸あれ』モーニング娘。（2007年7月16日 - 7月27日）
- 『テキトーLOVER』Emyli feat.VERBAL(m-flo)（2007年7月30日 - 8月3日）
- 『愛しき悪友へ』モーニング娘。誕生10年記念隊（2007年8月6日 - 8月10日）
- 『オヤジの心に灯った小さな火～デュエットバージョン～』里田まいwith藤岡藤巻（2007年8月13日 - 8月17日）
- 『笑顔』松浦亜弥（2007年8月20日 - 8月31日）
- 『お願い魅惑のターゲット』メロン記念日（2007年9月3日 - 9月7日）
- 『鳴り始めた恋のBell』音楽ガッタス（2007年9月10日 - 9月14日）
- 『SOME BOYS ! TOUCHI』後藤真希 アルバム（How to use SEXY）より（2007年9月17日 - 9月21日）
- 『相愛太鼓』前田有紀（2007年9月24日 - 9月28日）
- 『砂を噛むように…NAMIDA』松浦亜弥 アルバム（ダブルレインボウ）より（2007年10月1日 - 10月5日）

#### シーズン5
- 『だんな様』中澤裕子（2007年10月8日 - 10月12日）
- 『都会っ子 純情』℃-ute（2007年10月15日 - 10月26日、2008年1月10日）
- 『恋愛レボリューション21』モーニング娘。アルバム(モーニング娘。 ALL SINGLES COMPLETE 〜10th ANNIVERSARY〜)より（2007年10月29日 - 11月2日）
- 『チャンス!』（月島きらり starring 久住小春（モーニング娘。）（2007年11月5日 - 11月9日、12月25日、12月27日）
- 『勝利のBIG WAVE!!!』アテナ&ロビケロッツ（2007年11月12日 - 11月16日）
- 『みかん』モーニング娘。（2007年11月19日 - 11月23日、2008年1月11日）
- 『付き合ってるのに片思い』Berryz工房（2007年11月26日 - 11月30日、2008年1月8日）
- 『やったろうぜ!』音楽ガッタス（2007年12月3日 - 12月7日、2008年1月9日）
- 『オヤジの心に灯った小さな火〜デュエットバージョン〜』アルバム プッチベスト8より 里田まいwith藤岡藤巻（2007年12月9日 - 12月14日）
- 『お願い魅惑のターゲット』アルバム メロンジュースより メロン記念日（2007年12月17日  12月19日、12月21日）
- 『アンフォゲッタブル』アルバム メロンジュースより メロン記念日（2007年12月18日  12月20日）
- 『ハッピー☆彡』アルバム きらりん☆ランドより 月島きらり starring 久住小春（モーニング娘。）（2007年12月22日、12月26日、12月28日）
- 『息を重ねましょう』安倍なつみ（2008年1月7日）

#### シーズン6
- 『都会っ子 純情』℃-ute（2008年1月14日 - 1月18日）
- 『16歳の恋なんて』安倍なつみ&矢島舞美（℃-ute）（2008年1月21日 - 2月1日）
- 『青春!LOVEランチ』アテナ&ロビケロッツ（2008年2月11日 - 2月15日）
- 『アナタニアイタイ』kenny（2008年2月18日 - 2月22日）
- 『LALALA 幸せの歌』℃-ute（2008年2月25日 - 2月29日）
- 『ジンギスカン』Berryz工房（2008年3月10日 - 3月14日）
- 『カリスマ・綺麗』メロン記念日（2008年3月17日 - 3月21日）
- 『ピアス』GaGaalinG（2008年2月4日 - 2月8日、3月3日 - 3月7日、3月24日 - 3月28日）

## スタッフ
- 企画：橋山厚志、緒方英二
- ディレクター：塩見佳久
- プロデューサー：両角誠（エス・エス・エム　元 八峯テレビ制作部）、柴幸伸（テレビ東京）、北島英光（テレビ東京ミュージック）
- 技術協力：八峯テレビ、FLT、Bull
- 企画協力：アップフロントワークス
- 制作協力：エス・エス・エム、アップフロントエージェンシー（現：アップフロントプロモーション）
- 製作：テレビ東京、テレビ東京ミュージック

## DVD
- 『歌ドキッ!〜POP CLASSICS〜』Vol.1（2007年3月21日、アップフロントワークス）
- 『歌ドキッ!〜POP CLASSICS〜』Vol.2（同上）
- 『歌ドキッ!〜POP CLASSICS〜』Vol.3（2007年8月22日、アップフロントワークス）
- 『歌ドキッ!〜POP CLASSICS〜』Vol.4（同上）
- 『歌ドキッ!〜POP CLASSICS〜』Vol.5（2007年10月24日、アップフロントワークス）
- 『歌ドキッ!〜POP CLASSICS〜』Vol.6（同上）
- 『歌ドキッ!〜POP CLASSICS〜』Vol.7（2008年1月23日、アップフロントワークス）
- 『歌ドキッ!〜POP CLASSICS〜』Vol.8（同上）
- 『歌ドキッ!〜POP CLASSICS〜』Vol.9（2008年4月9日、アップフロントワークス）
- 『歌ドキッ!〜POP CLASSICS〜』Vol.10（同上）
- 『歌ドキッ!〜POP CLASSICS〜』Vol.11（2008年5月21日、アップフロントワークス）
- 『歌ドキッ!〜POP CLASSICS〜』Vol.12（同上）

- ウラ「歌ドキッ!」Vol.1（2008年3月、ファンクラブ限定発売）
- ウラ「歌ドキッ!」Vol.2（同上）